# Nieuw-Zeelandse krokodilvissen
Nieuw-Zeelandse krokodilvissen (Cheimarrichthyidae) zijn een familie van straalvinnige vissen uit de orde van baarsachtigen (Perciformes).

## Geslacht
- Cheimarrichthys Haast, 1874